# Dmitry Sklyarov
Dmitry Sklyarov (Дмитрий Скляров), né le 18 décembre 1974, est un programmeur russe employé de la société ElcomSoft. Il est connu pour avoir été poursuivi en 2001 par la société américaine Adobe qui s'est plainte que le système de protection anti-copie de son format de fichier e-book était contourné par le produit de ElcomSoft.

## Biographie
Sklyarov conduit sa thèse de doctorat en cryptanalyse chez ElcomSoft, dans laquelle il met au point un logiciel de gestion de livres électroniques nommé AEBPR.
Chez cet éditeur, il écrit et publie un programme permettant de briser le verrouillage anti-copie des livres électroniques d'Adobe, ce qui n'est alors pas interdit en Russie.
Le 15 juillet 2001, il donne une conférence intitulée « eBook's Security - Theory and Practice » à la convention DEF CON à Las Vegas, aux États-Unis, durant laquelle il présente des techniques pour briser la protection des droits d'auteur d'Adobe sur les livres électroniques. Le lendemain, le 16 juillet 2001, il est arrêté par le FBI alors qu'il s'apprête à déjeuner à l'hôtel Alexis Park de Las Vegas avant de rentrer à Moscou. Il lui est reproché d'avoir diffusé un logiciel destiné à contourner des mesures de protection logicielles, selon les termes du Digital Millennium Copyright Act.
Il est libéré le 6 août, moyennant une caution de 50,000 dollars américains et n'est pas autorisé à quitter la Californie du Nord. Les charges pesant contre Sklyarov sont ultérieurement levées en échange de son témoignage. Il est autorisé à retourner en Russie le 13 décembre.
Le 18 décembre 2002, après un procès de deux semaines, à San Jose, en Californie, un jury considère qu'Elcomsoft n'a pas violé la loi américaine.
En 2010, Sklyarov contribue avec ElcomSoft à la découverte d’une faille dans le système d’authentification par chiffrement des images produites par les appareils photo Canon.